# Condorman
Condorman  es una película de aventuras de Estados Unidos estrenada en 1981. Es una mezcla de comedia y superhéroes, dirigida por Charles Jarrott, y producida por Walt Disney Pictures. Está protagonizada por Michael Crawford, Bárbara Carrera y Oliver Reed. Está inspirada en la obra de Robert Sheckley El juego de X, la película sigue las aventuras de un ilustrador de cómics que tiene una identidad secreta: Condorman.

## Argumento
Woodrow "Woody" Wilkins es un imaginativo y excéntrico ilustrador de cómics que está buscando un toque realista para su héroe "Condorman". En su obsesión se confecciona un traje de vuelo y se lanza desde la Torre Eiffel en París. Tras tener éxito inicial en su vuelo, el traje de vuelo sufre un grave daño material y él cae por ello en el río Sena.  
Tras esta locura, de la que por un milagro pudo salir ileso, no solo no es detenido sino que es contratado por la CIA para que vaya a Estambul. Allí conoce a una mujer soviética, Natalia Rambova, que trabaja en secreto para la KGB. Woody intenta impresionarla contándole que él es un agente secreto llamado "Condorman". Natalia recibe malos tratos al regresar a Moscú y, asqueada del sistema soviético, decide desertar y le pide a la CIA que "Condorman" sea el agente que la ayude.
Tras algunas deliberaciones Woody, que está enamorado de ella, accede y tendrá que enfrentarse a la KGB, que hará todo lo posible para evitarlo.

## Reparto
| Actor              | Personaje               |
| ------------------ | ----------------------- |
| Michael Crawford   | Woodrow "Woody" Wilkins |
| Oliver Reed        | Krokov                  |
| Bárbara Carrera    | Natalia Rambova         |
| James Hampton      | Harry                   |
| Jean-Pierre Kalfon | Morovich                |
| Dana Elcar         | Russ                    |
| Vernon Dobtcheff   | agente ruso             |
| Robert Arden       | jefe de CIA             |

## Producción
Condorman se rodó en París (Francia), Montecarlo (Mónaco) y Zermatt (Suiza). El Condormobile era un modelo modificado de Nova Sterling.

### Banda sonora
Fue compuesta por Henry Mancini y fue publicada en CD por Intrada Records en noviembre de 2012. El álbum contiene veinte pistas de la película y ocho pistas de bonificación. Fue parte de una colaboración especial con The Walt Disney Company.

## Recepción
La película fue masacrada por los críticos. Solo John Corry del The New York Times escribió una crítica favorable de la película, llamándola "indolora y cándida, con buenos escenarios y vestuario. Hay muchas cosas peores para mirar mientras comes palomitas". Aun así la película se ha convertido con los años en un título mítico entre los seguidores de culto de Disney.

### Adaptación y secuela
Un cómic de Condorman fue publicado por Whitman Cómics en esa época.
La adquisición de Marvel Comics por Disney en 2009, provocó que el editor Stephen Wacker intentara meter a Condorman en el Universo Marvel.